# Přepravka

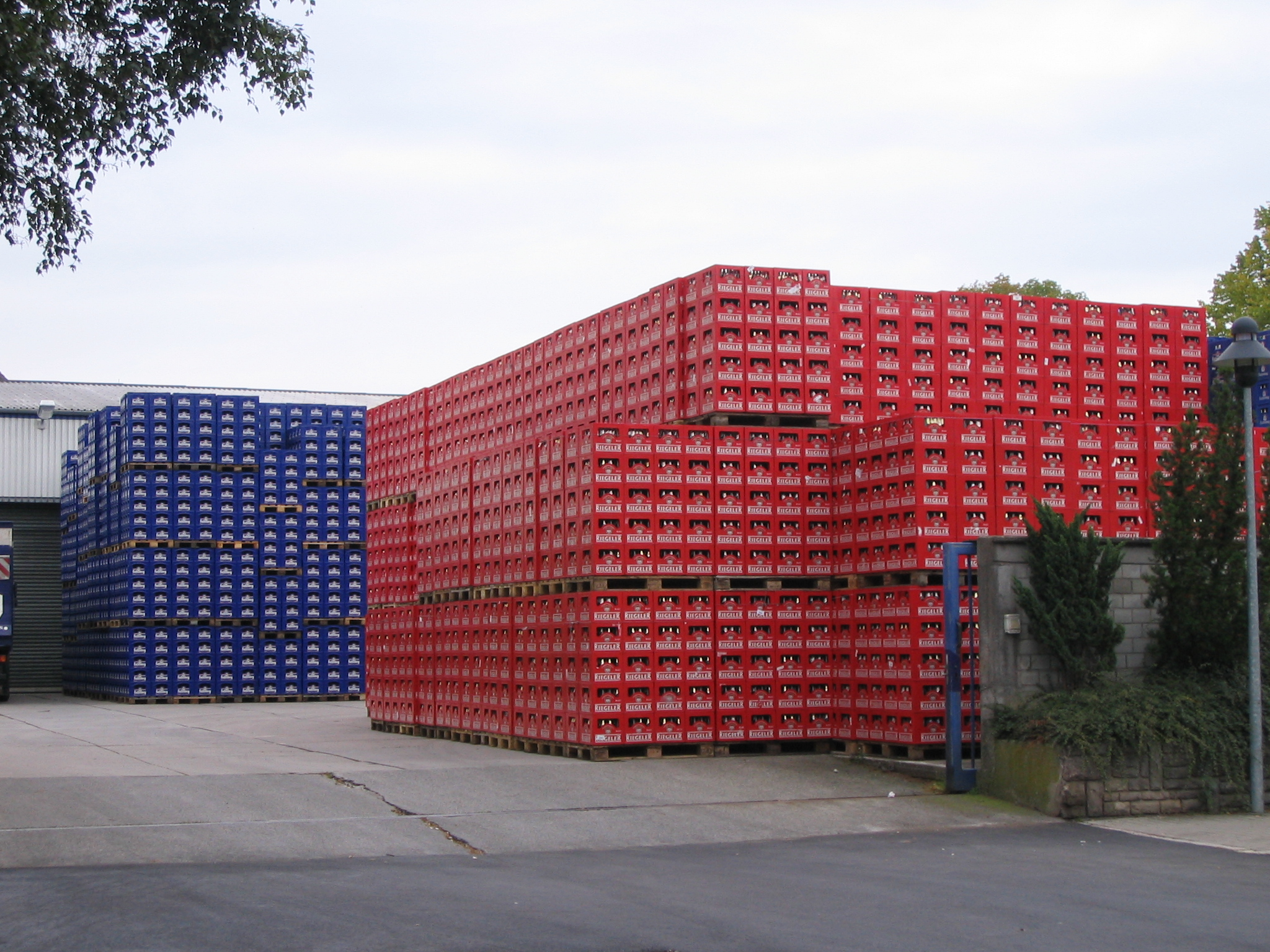
Pivní přepravky naložené na paletách

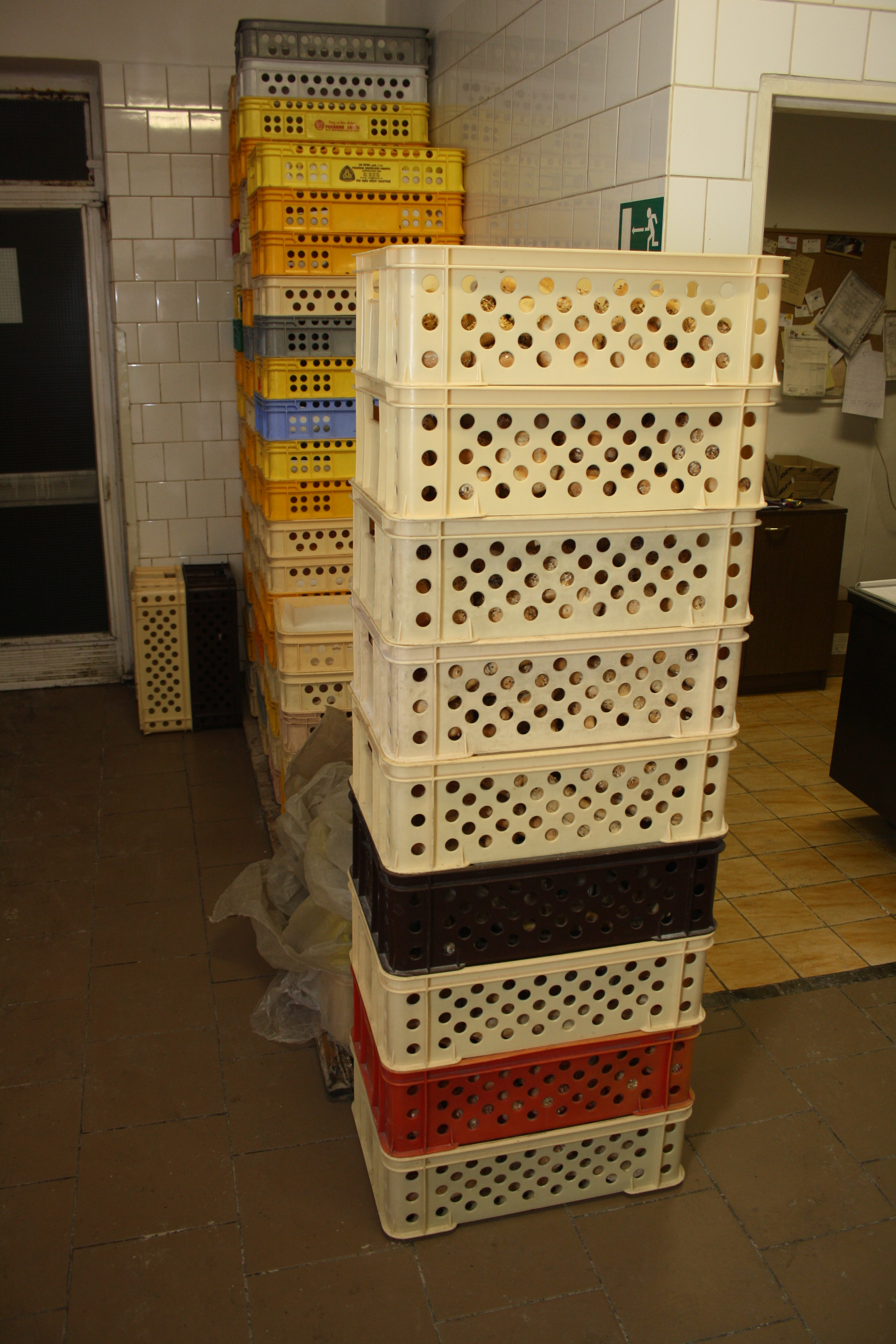
Přepravky na pečivo

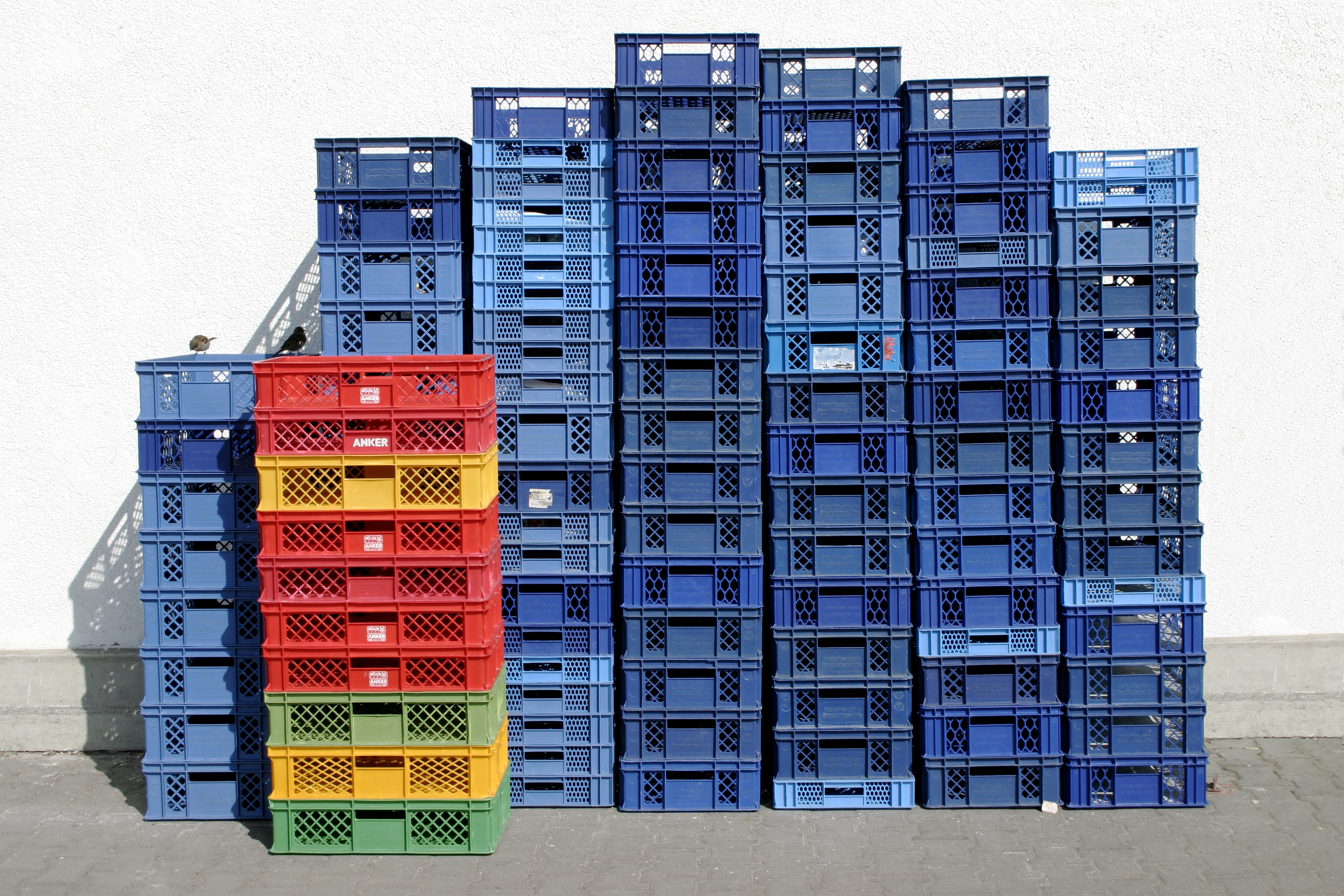
Plastové přepravky

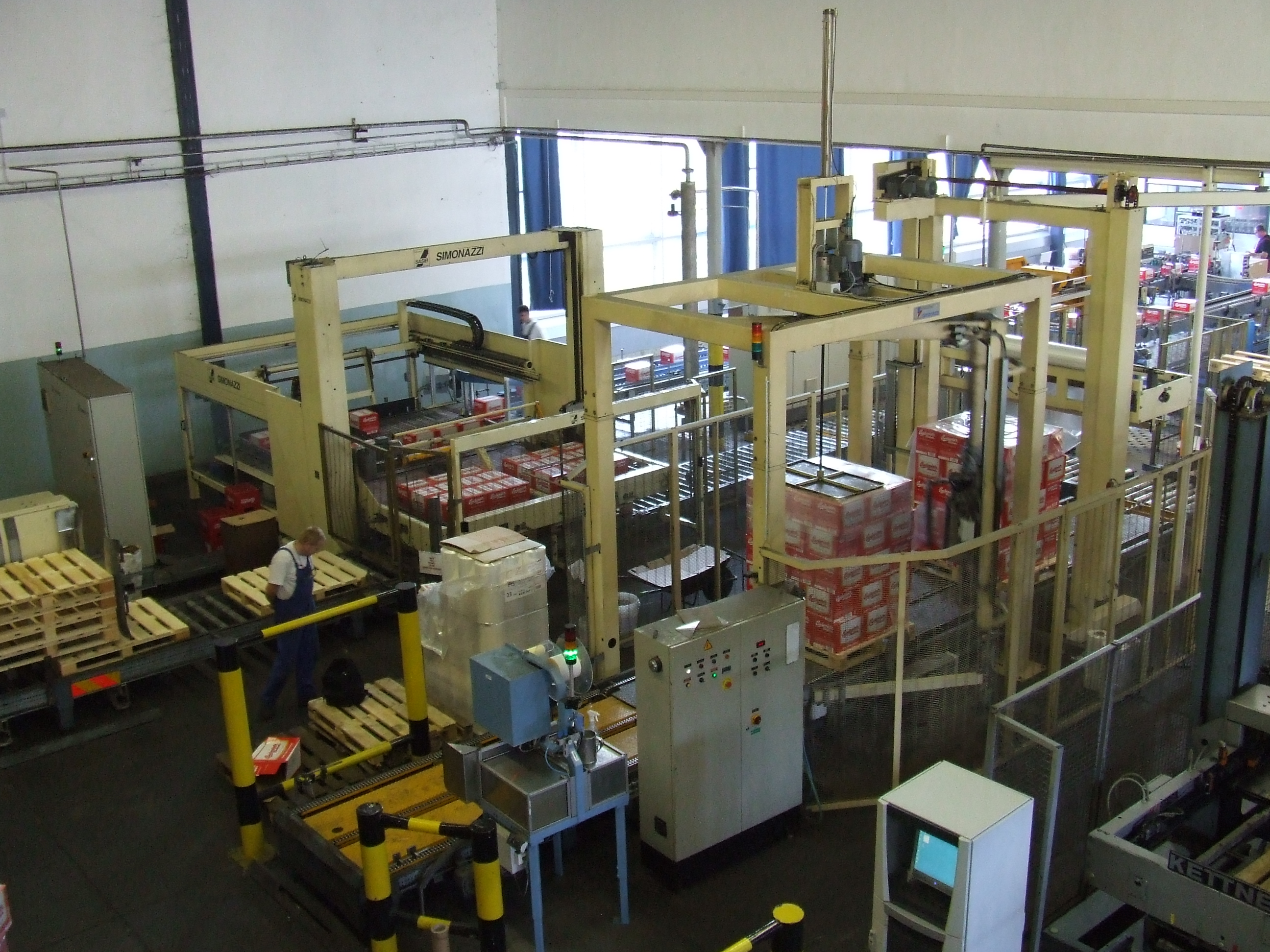
Ukládání přepravek na palety

Přepravka (slangově také basa) je manipulační prostředek pro transport a skladování menšího množství zboží, především v maloobchodě.
Dnešní přepravky jsou vyrobeny především z plastů nebo z papíru. Existovaly i přepravky vyrobené z plechu a ze dřeva. Přepravky se využívají často pro manipulaci s potravinářským zbožím od výrobce až po jeho vystavení v samoobslužných prodejnách. Pro upoutání pozornosti jsou často opatřeny natištěným logem výrobce zboží (pivovaru, jatek, mlékárny). Přepravky patří mezi vratné obaly. Kolují mezi výrobcem a maloobchodníky. Souběžně s nimi je další zboží dodáváno v nevratných kartonových obalech (krabice).
Základní požadavek na přepravky je možnost jejich snadného automatizovaného plnění zbožím, stohování a ukládání na palety. Tyto vlastnosti lze dobře demonstrovat na oblíbených přepravkách pro pivní lahve. Půdorys českých pivních přepravek je 400x300 mm, aby je bylo možné skládat na Europalety s rozměrem 1200x800 mm. Typizovaná pivní přepravka pojme 20 lahví piva o obsahu 0,5 litru. Současně musí přepravka umožňovat ruční manipulaci jediným člověkem. Přepravky tedy mají jak otvory, za které je zvedají balicí stroje v pivovarech, tak vhodně umístěné otvory pro pohodlnou ruční manipulaci. Tvar obruby dna přepravky i horního okraje je zvolen tak, aby do sebe jednotlivé přepravky snadno zapadly. Zaoblení horního okraje není diktováno jen ohledem na ruce zákazníků, ale při automatizovaném stohování navádí horní přepravku do spodní.
Stohování strojem probíhá tak, že přepravka, která přijela po dopravníku jako první, je zdvižena strojem o výšku mírně větší, než je výška přepravky. Pod zdviženou přepravku podjede další a první přepravka je spuštěna na tu spodní. Tento cyklus se opakuje, dokud není vytvořen stoh přepravek (5 kusů). Se stohem přepravek se manipuluje dále. Uvnitř přepravky je rošt, který udržuje lahve na správném místě a brání rozbití. I rošt musí být vytvarován tak, aby umožnil vložení všech dvaceti lahví naráz automatickým manipulátorem. Existují i přepravky na jiné velikosti lahví, například na lahve s minerálními vodami nebo vínem. V Česku nejsou příliš rozšířené. Dále existuje celá řada přepravek pro transport masa, zeleniny a některých mlékárenských výrobků. Jejich množství a význam zdaleka nedosahuje významu přepravek pro pivní lahve.

## Související články

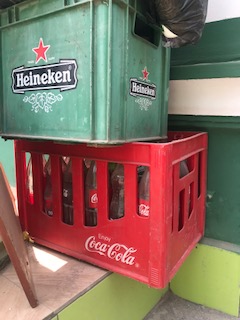
A Crate of Mineral